# Anne Dudek
Anne Louise Dudek (* 22. března 1975, Boston, Massachusetts, USA) je americká herečka, známá především pro roli Amber Volakis v seriálu Dr. House a roli Francine Hanson v seriálu Šílenci z Manhattanu.

## Osobní život
Anne vyrostla v Newtonu na předměstí Bostonu. Její otec byl architekt. Navštěvovala Severozápadní univerzitu. Má polské kořeny.

## Kariéra
Už za studií na Severozápadní univerzitě začala hrát v divadle a byla členkou divadelního sboru The Court Theatre v Chicagu. Po studiích zamířila do New Yorku, kde se v roce 2000 poprvé objevila na Brodwayi ve hře Wrong Mountain. Za svůj výkon v broadwayské produkci Skleněného zvěřince získala ocenění Connecticut Critics Circle Award.
Z Brodwaye zamířila do televize a po epizodní roličce v seriálu Pohotovost získala hlavní roli v britském komediálním drama The Book Group, pojednávajícím o začínající americké spisovatelce Clare, která se přestěhuje do skotského Glasgow. Seriál získal skotskou cenu BAFTA a byl nominován na její celostátní verzi. Poté se objevila v seriálech Zoufalé manželky, Přátelé, Jak jsem poznal vaši matku, Sběratelé kostí, Odpočívej v pokoji nebo The Flash.
Mezi její zatím nejznámější role patří doktorka Amber Volakis v seriálu Dr. House, kde se objevila celkem v osmnácti epizodách, a Francine Hanson ve čtrnácti epizodách cenami ověnčeném seriálu Šílenci z Manhattanu. V roce 2010 si zahrála v seriálu V utajení. V roce 2016 si zahrála ve čtyřech epizodách seriálu The Magicians.

## Osobní život
Dudek je provdaná za umělce Matthewa Hellera. Mají syna Akiva, který se narodil v prosinci v roce 2010 a dceru Saskiu, která se narodila v únoru roku 2012.

## Filmografie

### Film
| Rok  | Název              | Role           | Poznámka            |
| ---- | ------------------ | -------------- | ------------------- |
| 2003 | Lidská skvrna      | Lisa Silk      |                     |
| 2004 | Někdo to rád blond | Tiffany Wilson |                     |
| 2004 | Educating          | Lewis Jackie   |                     |
| 2004 | The Naughty Lady   | Sara           | krátkometrážní film |
| 2005 | A Coat of Snow     | Anna Marie     |                     |
| 2006 | And Then It Breaks | Přítelkyně     |                     |
| 2006 | Park               | Meredith       |                     |
| 2006 | 10 položek a méně  | Lorraine       |                     |
| 2007 | Speed Dating       | Amy            | krátkometrážní film |
| 2013 | Shadow People      | Ellen          |                     |
| 2016 | The Waiting        | Elise          |                     |
| 2016 | Middle Man         | Grail          |                     |
| TBA  | House by the Lake  | Karen          |                     |

### Televize
| Rok           | Název                                   | Role                 | Poznámka                                  |
| ------------- | --------------------------------------- | -------------------- | ----------------------------------------- |
| 2001          | Pohotovost                              | Paula Gamble         | díl: „I'll Be Home for Christmas“         |
| 2002–03       | The Book Group                          | Clare Pettengill     | hlavní role, 12 epizod                    |
| 2002          | For the People                          | Jennifer Carter      | 6 epizod                                  |
| 2003          | Soudkyně Amy                            | Candace Hurley       | díl: “Marry, Marry Quite Contrary“        |
| 2003          | Odpočívej v pokoji                      | Allison Williman     | díl: “Twilight“                           |
| 2003          | Přátelé                                 | Precious             | díl: “The One After Joey and Rachel Kiss“ |
| 2004          | Zoufalé manželky                        | Brandi               | díl: “Pretty Little Picture“              |
| 2004          | Less Than Perfect                       | Annie                | 2 díly                                    |
| 2005          | Čarodějky                               | Denise               | díl: “Ordinary Witches“                   |
| 2005          | Invaze                                  | Katie Paxton         | 2 díly                                    |
| 2005          | Sběratelé kostí                         | Tessa Jankow         | 2 díly                                    |
| 2005–10       | Jak jsem poznal vaši matku              | Natalie              | 2 díly                                    |
| 2006          | Agentura Jasno                          | Lucinda              | díl: “Pilot“                              |
| 2006          | Zákon a pořádek: Zločinné úmysly        | Danielle McCaskin    | díl: “Tru Love“                           |
| 2006–07       | Big Day                                 | Brittany             | 3 díly                                    |
| 2007          | Vražedná čísla                          | Emmanueline Kirtland | díl: “Nine Wives“                         |
| 2007–10, 2014 | Šílenci z Manhattanu                    | Francine Hanson      | 16 dílů                                   |
| 2007–11       | Big Love                                | Laura Grant          | 18 dílů                                   |
| 2007–12       | Dr. House                               | Amber Volakis        | 19 dílů                                   |
| 2009          | Castle na zabití                        | Emma Carnes          | díl: “The Fifth Bullet“                   |
| 2010–12       | V utajení                               | Danielle Brooks      | 26 dílů                                   |
| 2012          | Doteky osudu                            | Allegra              | díl: „Zone of Exclusion“                  |
| 2012          | Private Practice                        | Lori                 | díl: „Drifting Back“                      |
| 2012          | Myšlenky zločince                       | Emma Kerrigan        | díl: „The Good Earth“                     |
| 2012          | Mentalista                              | Sloan Dietz          | díl: „Cherry Picked“                      |
| 2013          | Mystérium sexu                          | Rosalie              | díl: „Fallout“                            |
| 2013          | Santa Switch                            | Linda Ryebeck        | televizní film                            |
| 2014          | Those Who Kill                          | Benedicte Schaeffer  | 9 dílů                                    |
| 2014          | Grimm                                   | Vera Gates           | díl: „Kdysi jsme byli bohové“             |
| 2014          | Chirurgové                              | Elise Castor         | díl: „Do You Know?“                       |
| 2015          | Námořní vyšetřovací služba: New Orleans | Dawn Lin             | díl: „The Walking Dead“                   |
| 2015          | Rizzoli & Isles: Vraždy na pitevně      | Cynthia Wallace      | díl: „Family Matters“                     |
| 2016          | The Magicians                           | Pearl Sunderland     | 4 díly                                    |
| 2016          | The Mindy Project                       | Eden                 | díl: „The Greatest Date in the World“     |